# 15丁目-プロスペクト・パーク駅
15丁目-プロスペクト・パーク駅（15ちょうめ-プロスペクト・パークえき、英語: 15th Street-Prospect Park）はブルックリン区ウィンザー・テラスとパーク・スロープの境、15丁目のプロスペクト・パーク・ウェスト西側に位置するニューヨーク市地下鉄INDカルバー線の駅で、F系統とG系統が終日停車する。

## 駅構造
| G          | 地上階                     | 出入口 |
| M          | 改札階                     | 改札口、駅員詰所、メトロカード自動券売機 |
| P ホーム階 | 北行緩行線                 | ← ジャマイカ-179丁目駅行き（7番街駅） ← コート・スクエア駅行き（7番街駅）                                                                                          |
| P ホーム階 | 島式ホーム、左側ドアが開く | |
| P ホーム階 | 南行緩行線                 | → コニー・アイランド-スティルウェル・アベニュー駅行き（フォート・ハミルトン・パークウェイ駅）→ チャーチ・アベニュー駅行き（フォート・ハミルトン・パークウェイ駅）→ |

駅は1933年10月7日に開業し2005年7月27日にアメリカ合衆国国家歴史登録財に指定された、島式ホーム1面2線の地下駅である。急行線はプロスペクト・パークの下を通っており、駅から見ることはできない。駅の壁には"15TH ST."とサンセリフ体で書かれており、タイル張りの柱にはニューヨーク市地下鉄標準の駅名標が設置されている。

### 出口
- 階段1つ、バーテル・プリチャード・スクエア北側[4]
- 階段1つ、プロスペクト・パーク・ウェストとプロスペクト・パーク・サウスウェストの交差点[4]
- 階段1つ、プロスペクト・パーク内プロスペクト・パーク・ウェスト付近[4]
- 階段1つ、プロスペクト・パーク内プロスペクト・パーク・サウスウェスト付近[4]

## ギャラリー

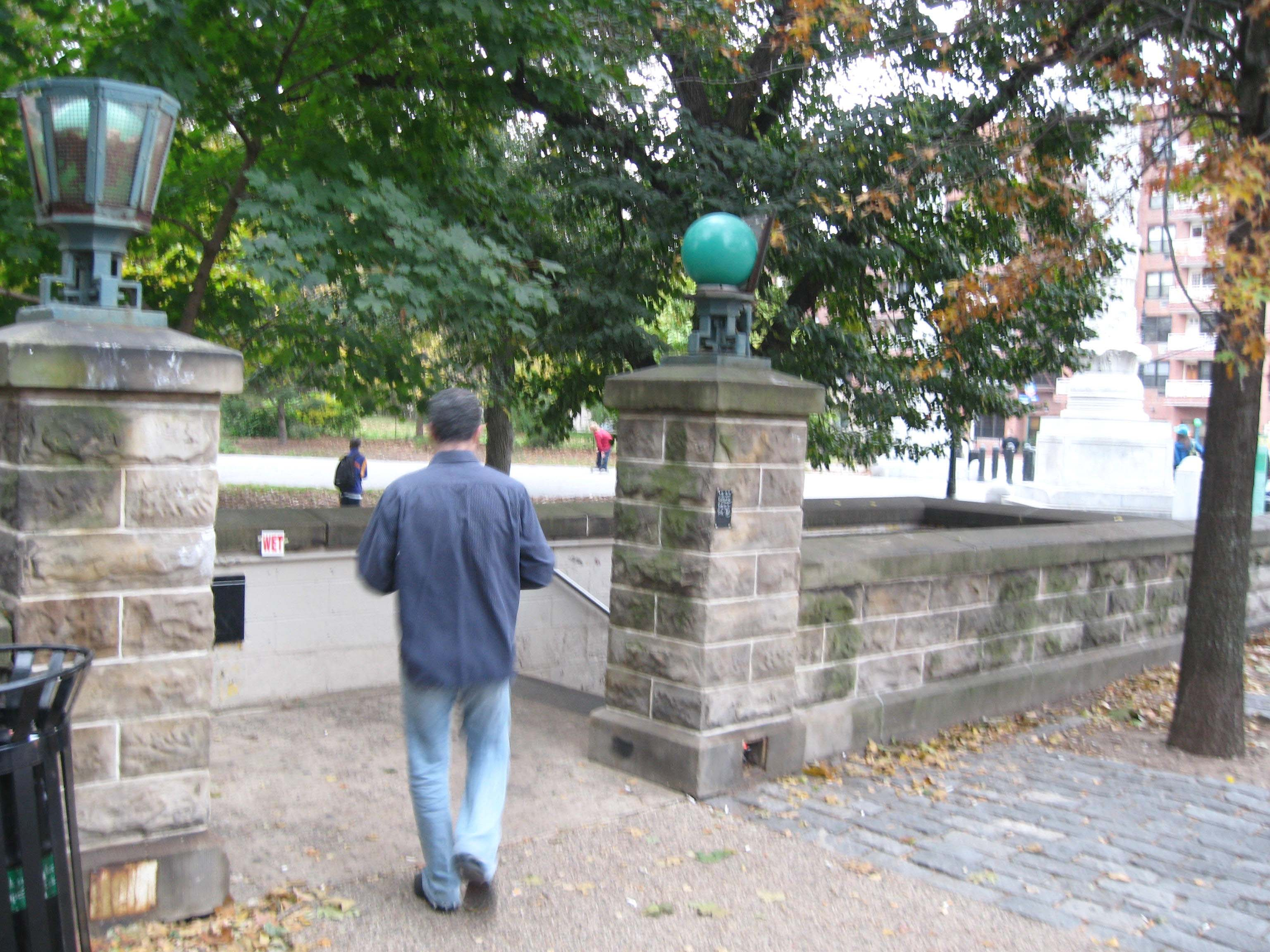
北側の階段
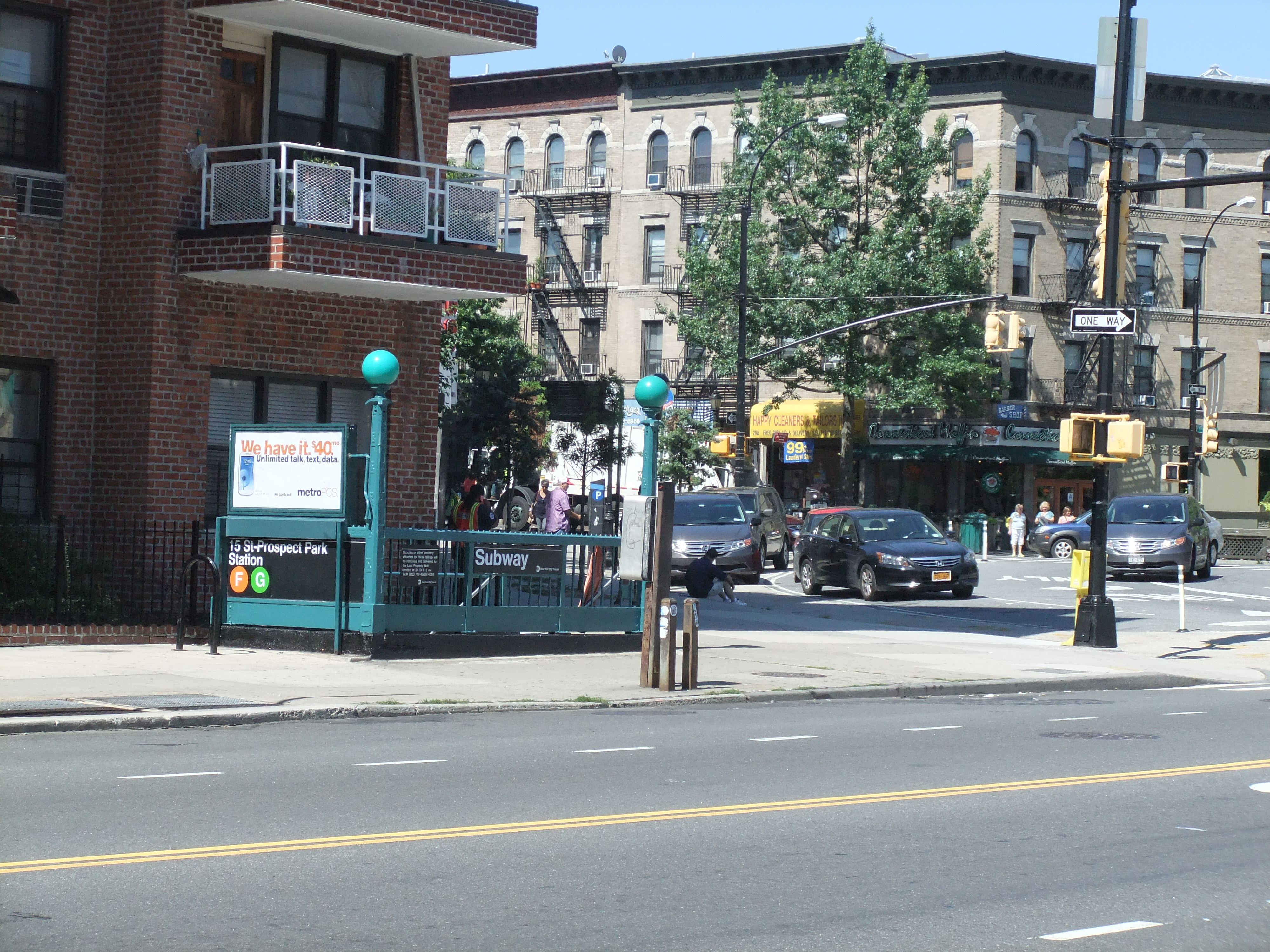
東側の階段
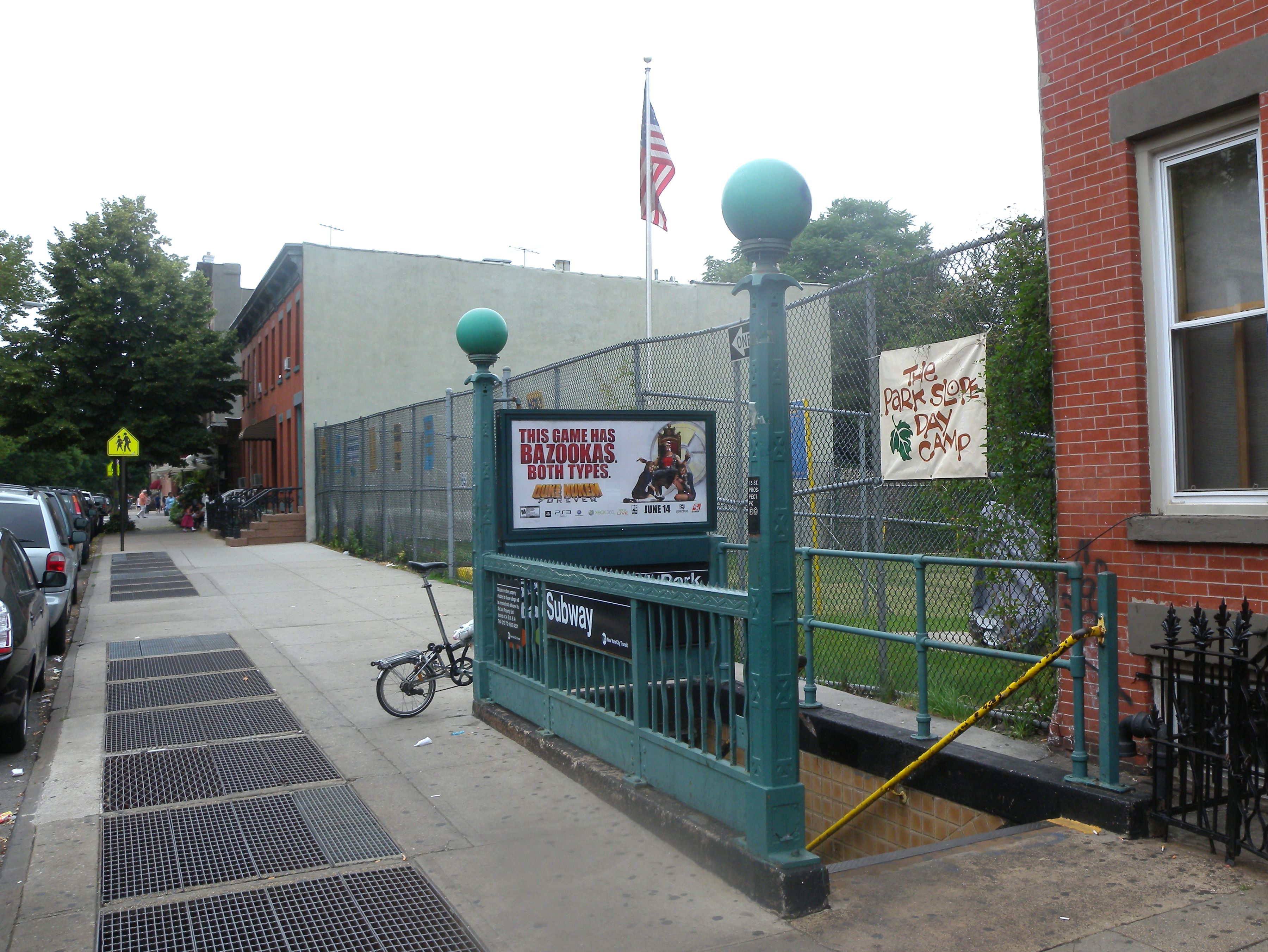
南側の階段（ウィンザー・プレイス）

## 大衆文化の中で
"As Good As it Gets"と呼ばれる映画で、駅のウィンザー・プレイス側の出入口が登場している。